# Шедид, Матье
Матье́ Шеди́д (фр. Mathieu Chedid), более известный под псевдонимом -M- (род. 21 декабря 1971, Булонь-Бийанкур, О-де-Сен, Франция) — французский рок-музыкант, певец, композитор и гитарист.
Родился в семье с глубокими музыкальными традициями: его отец, Луи Шедид, является известным французским певцом и композитором, а бабушка, Андре Шедид, — поэтесса, чье творчество оказало значительное влияние на формирование музыкального стиля и лирики Матье.

## Биография
Матье Шедид — сын французского певца Луи Шедида и внук писательницы и поэтессы Андре Шедид, которая написала для него несколько песен. Его сестра — режиссёр музыкальных концертов и видео Эмили Шедид.
Шедид — талантливый мультиинструменталист. В 1978 году, в возрасте шести лет, Матье начал петь в хоре его отца вместе с сестрой, Эмили. В возрасте 20 лет Шедид основывает несколько кратковременных групп, таких как «Mat Mat», «Les bébés fous» и «Les poissons rouges». Он сотрудничает со многими художниками, как на сцене, так и в студии звукозаписи. В начале своей сольной карьеры Матье разогревал концерты группы «Texas».

### -M-
Шедид придумывает персонажа по имени -M- в ярких костюмах (в основном монохромные костюмы с тонкими брюками и длинные жакеты с остроконечными воротниками) и причёской в форме буквы М, как средство преодоления своей застенчивости на сцене, а также как способ дистанцироваться от его работы (что-то вроде Зигги Стардаста у Дэвида Боуи). Псевдоним происходит от первой буквы имени Матье, но также является намёком на французское слово Aime, что означает «люблю». Сам Шедид говорит, что -M- является супергероем. Иногда перед концертом он выходит на сцену в джинсах и свитере, говоря: «Я хочу с вами поздороваться сейчас, пока я Матье, пока моя причёска не готова и пока фрак висит на стуле. Через несколько минут вы про меня и не вспомните, всё ваше внимание будет устремлено на супергероя -M-».

### «Le Baptême»
В 1997 выходит «Le Baptême» — его первый сольный альбом с персонажем -M-. Именно этот персонаж позволяет Матье «оторваться» и выразить целый мир, наполненный искренностью. При помощи созданных им сцен, он довольно быстро приобретает популярность — от маленьких залов к первым партиям. Часто он выступает в одиночестве со своей гитарой. Первый истинный успех приходит к нему с песней «Machistador». Матье легко создаёт реальный контакт со своей аудиторией, смеясь и шутя вместе с поклонниками и его энтузиазм тепло принимается аудиторией.

### «Je dis aime»
После сотрудничества с Ванессой Паради, в 1999 выходит второй его альбом «Je dis aime». Альбом включает в себя 15 композиций («Je dis aime», «Onde sensuelle», «Mama Sam» и многие другие стали хитами) и там же он перепевает «Close to me» (группа «The Cure»). Альбом расходится более чем в 200 000 экземплярах. На сцене ему часто аккомпанируют ударник Сирил Атеф, виолончелист и басист Венсан Сегаль, и DJ Шалом. Даваемые концерты значительно усиливают его успех. Он всегда выступает в своем образе, что превращает его концерты в целые спектакли — он делится с людьми своим персонажем — -M-. Сцена украшена кислотными цветами и всякими штуками, такое ощущение, что он принёс всё это у себя с чердака. Он общается с публикой на равных, устраивает во время концерта дьявольские гитарные соло (всё же в первую очередь Матье — гитарист, он поклонник Джимми Хендрикса), и такой фейерверк эмоций не может оставить зрителя равнодушным. Более того, зритель не остается зрителем, он всегда участник и соучастник действа.

### «Labo M» и «Qui de nous deux»
В 2003 выходит исключительно инструментальный экспериментальный диск «Labo M». Отшлифовав этот альбом во время короткого весеннего турне, осенью 2003 года он выпускает альбом «Qui de nous deux». Этот альбом, более нежный, был записан в честь рождения его дочки Билли, для которой была создана специальная гитара — вся розовая.
Следующее турне прошло с ошеломительным успехом. К музыкантам присоединяется гитарист Себастьен Мартель. Заканчивается турне в Лондоне, уже побывав во всех больших залах Франции и на большинстве больших франкофонных фестивалей. CD/DVD Live этого турне выходит в конце 2005 года и включает в себя, в частности, ранее не издававшуюся песню «En tête a tête».

### «Mister Mystère»
Ещё за год до выхода нового студийного альбома «Mister Mystère» ходили слухи, что Шедид решил отказаться от персонажа -M-, чтобы выступать под своим настоящим именем. Альбом, однако, был выпущен под авторством -M-, но в буклет к нему были включены фотографии певца без диких костюмов и волос, связанные с характером -M-, ярко-розовый сюртук он сменил на чёрно-белый костюм. Первый клип, «Le Roi Des Ombres», показывает как Шедид сжигает крошечное чучело своего альтер эго -M-. В следующих клипах — «Est-ce que c’est ça?», «Mister Mystère» и «Amssétou» (режиссёром которых стал Гийом Кане) музыкант предстаёт либо в своём новом монохромной образе, либо совсем без грима и особенного наряда. Тур в поддержку альбома стартует в 2009, Венсан Сегаль и Себастьен Мартель, к сожалению, не смогли принять в нём участие, но на помощь музыканту пришла его семья. Год спустя выходит live этого тура — «Les Saisons de Passage».

### «Îl»
Матье Шедид выступил в роли композитора в мультфильме Бибо Бержерона «Монстр в Париже», а также озвучил одного из основных персонажей. В ноябре 2011 вышла книга о Матье — «Le Livre Extraordinaire de -M-» («Книга необыкновенного -М-»), написанная его старым другом — фотографом Лизой Роуз. К ней прилагаются разные архивные фотографии музыканта, слайды, плакаты, сценические очки персонажа -М-, а также новая песня — «Si Si No No». По этому поводу был дан небольшой частный концерт, на котором среди гостей, помимо прочих, были друзья Шедида Артур Аш и Ванесса Паради. На новую песню вскоре вышло видео. 3 сентября 2012 года состоялась премьера новой песни Матье «Mojo» с нового студийного альбома «Îl», который вышел в 12 ноября. 3 октября появился видеоклип на «Mojo».
Шедид сотрудничает с другими музыкантами и участвует в сайд-проектах. Наиболее известные коллеги -М-: Бриджитт Фонтейн, Шон Леннон, бард Артур Аш, Ванесса Паради, дуэт Амаду и Мариам, трубач Ибрагим Маалуф, рокер Джонни Холлидей и соул-исполнительница Айо. Со всеми он записал песни как вокалист либо гитарист, со многими снялся в видео.
Шедид исполнил песни для нескольких кинопроектов: «Qui es-tu?» для фильма «Арсен Люпен», «Belleville Rendez — Vous» для мультфильма «Трио из Бельвилля», принял участие в фильме «Не говори никому» в качестве композитора и записал для фильма песню «Ne Le Dis À Personne».
В 2006 году он сыграл главную роль в ТВ-мюзикле «Le Soldat Rose» своего отца, Луи Шедида. В саундтреке к этому мюзиклу есть несколько песен в его исполнении: «Le Soldat Rose», «À Demi-Mot» и «Love, Love, Love» (вместе с Селин Бари).
В фильме «Маленькие секреты» Гийома Кане состоялся дебют Шедида как киноактёра, он сыграл небольшую роль любовника Марии — Рафаэля. Персонаж Матье получился юмористическим.
Кавер песни The Cure «Close To Me» в исполнении Шедида вошёл в трибьют-альбом «…Imaginary Songs — A Tribute to The Cure» 2002 года, вышедший во Франции.
Музыкант выпустил обучающий DVD «Les lecons de la musique». Он включает в себя интерактивные уроки игры на гитаре на дому от -М-.

## Команда -M-
На концертах в небольших клубах и залах Матье обычно выступает один (как вокалист, гитарист, пианист…), но в больших турах, таких как Le tour de -M- и En tête a tête, его сопровождают несколько постоянных талантливых музыкантов — мультиинструменталистов. Состав группы:
- Сирил Атеф (Cyril Atef) — барабанщик, перкуссионист.
- Венсан Сегаль (Vincent Segal) — басист, виолончелист, органист.
- Шалом (Shalom) — диджей, басист.
- Мэджик Малик (Magic Malik) — флейтист. (участвовал только в Le tour de -M-)
- Себастьен Мартель (Sebastien Martel) — гитарист. (участвовал только в En tete a tete)

Товарищи -М- подчас выглядят не менее эксцентрично, чем он сам. Себастьен Мартель выходит на сцену в облике ковбоя, на голове у него всегда широкополая ковбойская шляпа, Сирил Атеф выступает в одних семейных трусах, на бас-барабанах он играет босыми ногами и т. д.

## Личная жизнь
1 мая 2002 года у Шедида родилась дочь Билли от девушки по имени Селин. Мюзикл-сказка «Le Soldat Rose» посвящена его дочери.
В 2009 году Шедид женился на Жюльетт Дешам (работнице театра и радио).
Любимые гитары Шедида — Fender 64, у него их около шестидесяти, но самая любимая, несомненно та, розовая (её сделали гитарные мастера Dali и Wandre Pioli).
Музыкант часто работает вместе со своей семьёй, например, в записи «Mister Mystère» так или иначе ему помогали все члены семьи: брат Джозеф, сёстры Анна и Эмили, отец Луи и бабушка Андре.

## Награды
2000 год:
- Лучший исполнитель года.[13]
- Лучший концерт.

2005 год:
- Лучший исполнитель года.[13]
- Лучший альбом. (Qui de nous deux)
- Лучший тур.
- Лучший музыкальный DVD. («Les lecons de la musique» режиссёр — Эмили Шедид)

2006 год:
- Лучший видеоклип.[13] (Est Ce Que Tu Aimes, -М- и Артур Аш)

2007 год:
- Лучший саундтрек. (Ne Le Dis A Personne)[13]
- Победитель премии «César» за лучший саундтрек.

2010 год:
- Лучший концерт по мнению Europe1.[14] Голосование в этой номинации длилось несколько недель, в результате чего -М- победил, обойдя таких исполнителей, как AC/DC, Depeche Mode, Jay Z, Lady Gaga, Prince, Rihanna, Sting, U2 и других.

2011 год:
- Лучший концерт.
- Лучший тур.

## Дискография

### Основные альбомы
- Le Baptême (1997)
- Je dis aime (1999)
- Labo M (instrumental, 2003)
- Qui de nous deux (2003)
- Mister Mystère (2009)
- Îl (2012)
- Lettre infinie (2019)

### Прочие
- Le tour de -M- (live, 2001)
- -M- au Spectrum (live, 2005)
- En tête à tête (live, 2005)
- Ne le dis à personne (soundtrack, 2006)
- Les Saisons de Passage (live, 2010)
- Un monstre à Paris (soundtrack, 2011)

## Видеоклипы
- Machistador (альбом «Le Baptême»)
- Nostalgic Du Cool (альбом «Le Baptême»)
- Je Dis Aime (альбом «Je dis aime»)
- Onde Sensuelle (альбом «Je dis aime»)
- Bonoboo (альбом «Je dis aime»)
- Ma Mélodie (альбом «Qui de nous deux»)
- À Tes Souhaits (альбом «Qui de nous deux»)
- La Bonne Étoile (альбом «Qui de nous deux»)
- Qui De Nous Deux (альбом «Qui de nous deux»)
- Est Ce Que C’Est Ça (альбом «Mister Mystère»)
- Le Roi Des Ombres (альбом «Mister Mystère»)
- Amssetou (альбом «Mister Mystère»)
- Mister Mystère (альбом «Mister Mystère»)
- Mojo (альбом «Îl»)
- Belleville Rendez — Vous (песня к мультфильму «Трио из Бельвилля»)
- Y’a Des Zazous (совместно с Бриджит Фонтейн (Brigitte Fontaine), альбом Брибжит Фонтейн «Kekeland», 2001)
- Est Ce Que Tu Aimes (совместно с Артуром Ашем (Arthur H), альбом Артура Аша «Adieu Tristesse», 2006)
- L’Eclipse (совместно с Шоном Ленноном (Sean Lennon), сингл Шона Леннона «L’Eclipse», 2007)
- Masiteladi (совместно с дуэтом Амаду и Мариам (Amadou & Mariam), альбом Амоду и Мариам «Welcome to Mali», 2008)
- Tu Peux Compter Sur Moi (вместе с отцом Луи Шедидом (Louis Chedid), альбом Луи Шедида «On Ne Dit Jamais Assez Aux Gens Qu’On Aime Qu’On Les Aime», 2010)
- Jamais Seul (совместно с Джонни Холлидеем (Johnny Hallyday), альбом Джонни Холлидея «Jamais Seul», 2011)
- It Hurts (совместно с Айо (Ayo), альбом Айо «Billie-Eve», 2011)
- La Seine (совместно с Ванессой Паради (Vanessa Paradis), песня к мультфильму «Монстр в Париже»)
- Si Si No No (специально для издания «Le Livre Extraordinaire de -M-»)